# Härkösuo-Hongistonkorpi
Härkösuo-Hongistonkorpi este o arie protejată (arie specială de conservare — SAC, sit de importanță comunitară — SCI) din Finlanda întinsă pe o suprafață de 24 ha, integral pe uscat.

## Localizare
Centrul sitului Härkösuo-Hongistonkorpi este situat la coordonatele 62°11′34″N 25°40′33″E / 62.1928°N 25.6758°E.

## Înființare
Situl Härkösuo-Hongistonkorpi a fost declarat sit de importanță comunitară în august 1998 pentru a proteja 2 specii de plante și 1 specie de animale. Situl a fost protejat și ca arie specială de conservare în aprilie 2015.

## Biodiversitate
Situată în ecoregiunea boreală, aria protejată conține 2 habitate naturale: Mlaștini turboase de tranziție și turbării mișcătoare, Mlaștini împădurite.
La baza desemnării sitului se află mai multe specii protejate:
- plante (2): Hamatocaulis lapponicus, Hamatocaulis vernicosus
- nevertebrate (1): fluturele flitirar (Euphydryas maturna)

Pe lângă speciile protejate, pe teritoriul sitului au mai fost identificate 4 specii de plante.